# Lance-bombes de 77 mm Cellerier
Le lance-bombes de 77 mm Cellerier, appelé aussi mortier Cellerier, est une arme de confection artisanale inventée par le capitaine Jean-Fernand Cellerier au début de la Première Guerre mondiale pour compenser le manque d'artillerie de tranchée de l'armée française.

## Historique

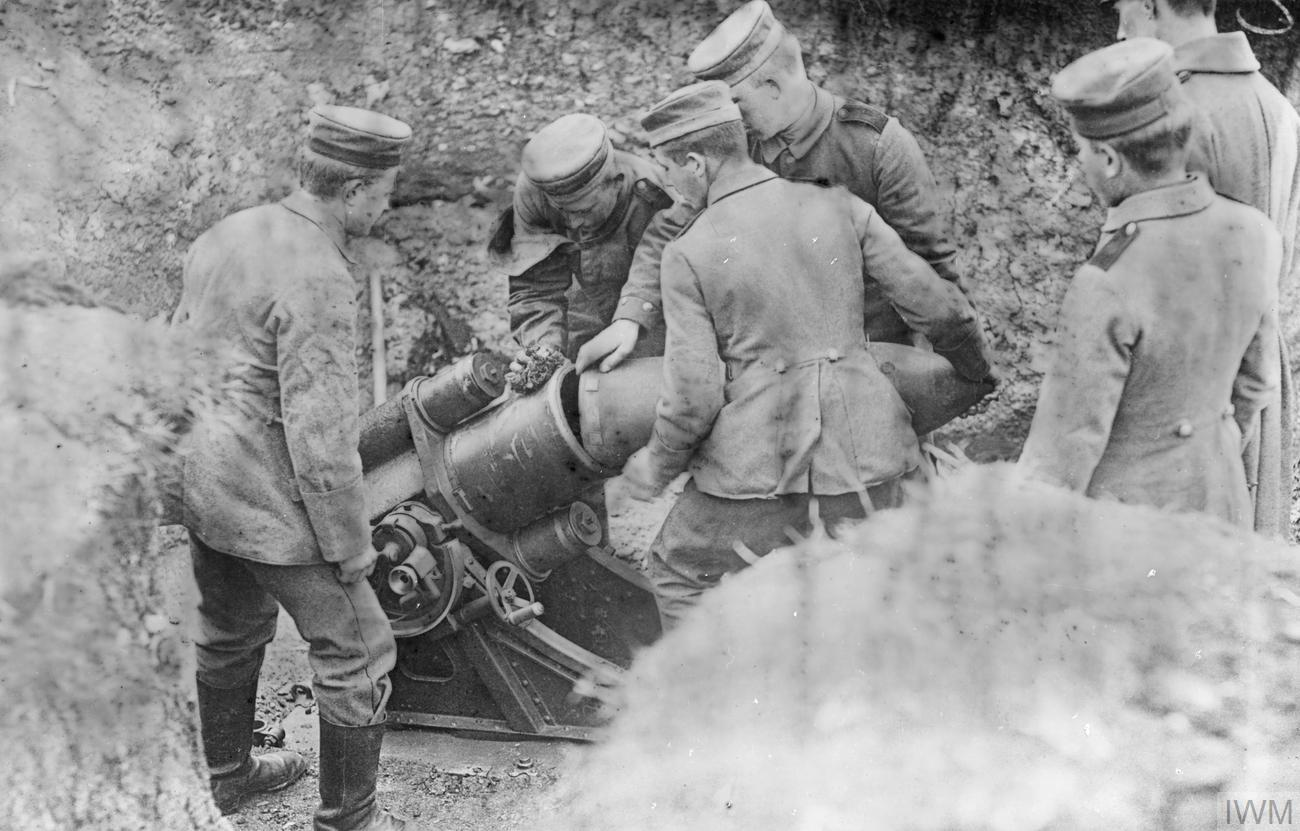
Soldats allemands chargeant un Minenwerfer de 25 cm (Première Guerre mondiale).

### Contexte
À l'automne 1914, sur le front de l'Ouest, prend fin la guerre de mouvement, les belligérants s'enterrent et entament une guerre de tranchées. L'armée française est mal préparée à ce type de guerre, elle a misé sur une guerre de mouvement. Elle dispose, pour cela, d'un canon de campagne de 75 mm modèle 1897 remarquable pour son tir rapide, mais qui n'est pas adapté au « tir en cloche » d'une tranchée à l'autre.
Les Allemands disposent des puissants Minenwerfer de 76, 170 et 250 mm qui malmènent les poilus. Démunie, l'armée française sort de ses dépôts des vieux mortiers du XIXe siècle comme le mortier de 150 mm modèle 1838. Les poilus les appelleront les crapouillots.

### Une fabrication artisanale
Dans les tranchées, les combattants fabriquent des armes à « tir en cloche » de fortune (arbalètes, catapultes, fusils lance-grenade…). C'est en observant ces montages que le capitaine d'artillerie Jean-Fernand Cellerier conçoit un mortier de tranchée rudimentaire en constatant qu'un obus à balles de 77 mm allemand non explosé peut servir de tube à la douille provenant de la munition du canon de 65 mm de montagne modèle 1906, utilisé sur le front. La douille coulisse parfaitement, sans perte des gaz propulsifs, dans le corps cylindrique de l'obus dont on a retiré sa charge explosive,.
Le 4 novembre 1914, en Argonne, les premiers projectiles artisanaux (charges de clous, boulons, grenaille…) s'abattent, avec succès, sur les tranchées allemandes. Le mortier Cellerier se révèle bien plus maniable que le « 150 mm » sorti en hâte des dépôts.
Environ deux semaines après les premiers tirs, le général Joffre demande au gouvernement de généraliser l'emploi de cette arme. Et rapidement, des ateliers de production militaires sont créés à l'arrière du front,.

### Description

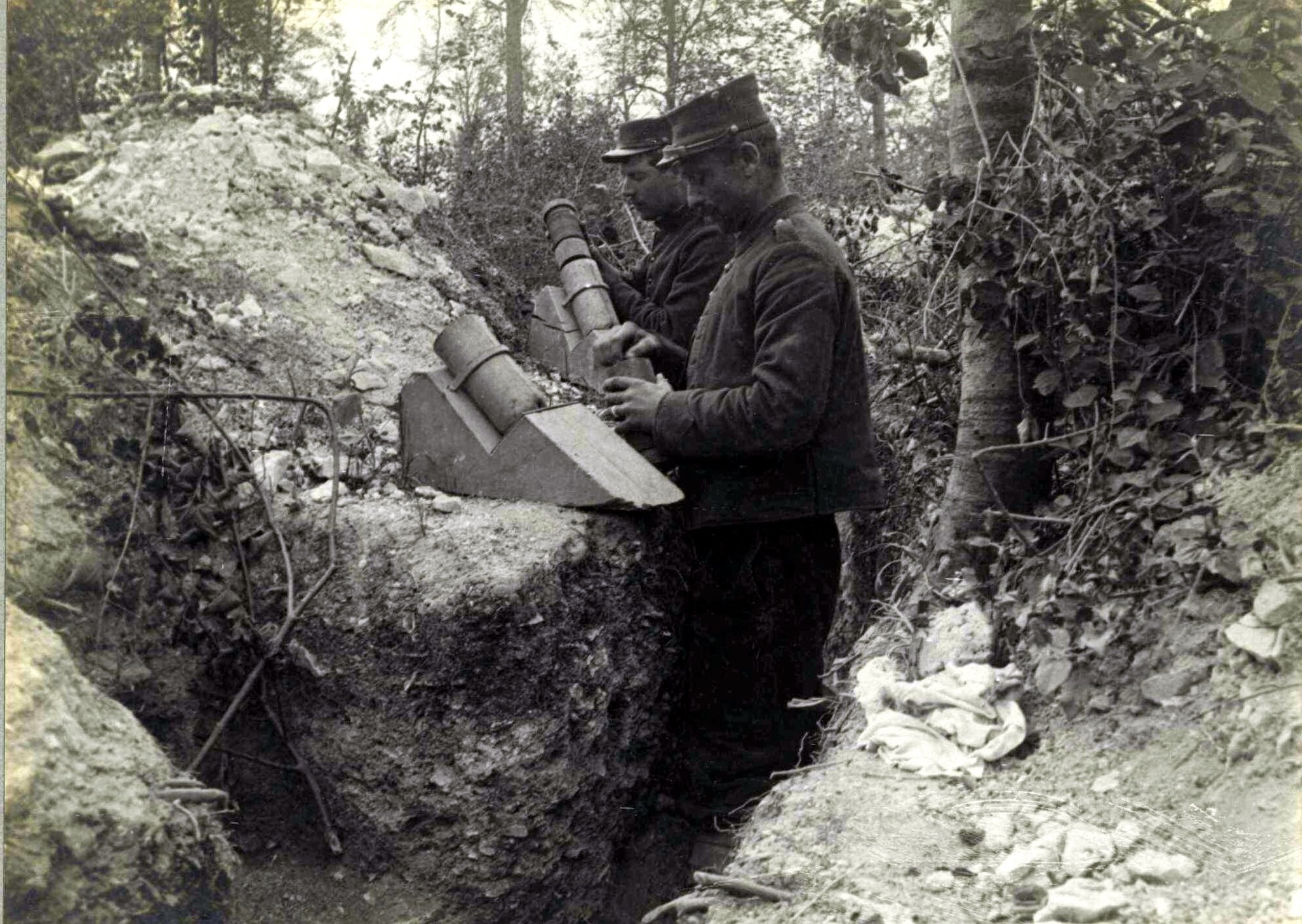
Lance-bombe Cellerier en position de tir dans une tranchée.

Après avoir été récupéré, vidé et nettoyé, le corps de l'obus à balles de 77 mm est placé sur un sabot en bois fabriqué à partir d'un tronc ou d'une poutre (pièce en bois usinée pour lui donner un angle de 45 degrés). Le tube est fixé au moyen de colliers ou de pattes métalliques, il est percé à sa base d'un œilleton pour permettre la mise à feu. Deux poignées de transports permettent de le déplacer. À l'avant, deux crosses d'ancrage stabilisent l'arme au départ du coup,.
Au début, le projectile est constitué d'une douille de 65 mm garnie d'une cartouche de 500 g de poudre. Devant le nombre de plus en plus important des lance-bombes Cellerier et le risque de pénurie de douilles, une munition elle aussi artisanale est créée. Elle est composée d'une tôle tubulaire, contenant une charge de poudre et de la mitraille, fermée par deux bouchons en bois à ses extrémités. Une mèche lente permet son explosion sur l'objectif,. 
Les mortiers Cellerier qui ont une porté de quelques centaines de mètres et les engins de même ordre restent cependant inférieurs aux projectiles de 50 kg des plus lourds minenwerfer allemands dont la portée atteint 2 à 3 km. La portée est réglée par la charge propulsive placée en vrac au fond du tube. La longueur de la mèche du projectile varie en fonction de la distance.
| Distance | Charge de poudre | Longueur de la mèche de la munition |
| -------- | ---------------- | ----------------------------------- |
| 70 m     | 20 g             | 65 mm                               |
| 100 m    | 30 g             | 70 mm                               |
| 160 m    | 40 g             | 80 mm                               |
| 200 m    | 50 g             | 90 mm                               |
| 245 m    | 60 g             | 100 mm                              |
| 290 m    | 70 g             | 110 mm                              |

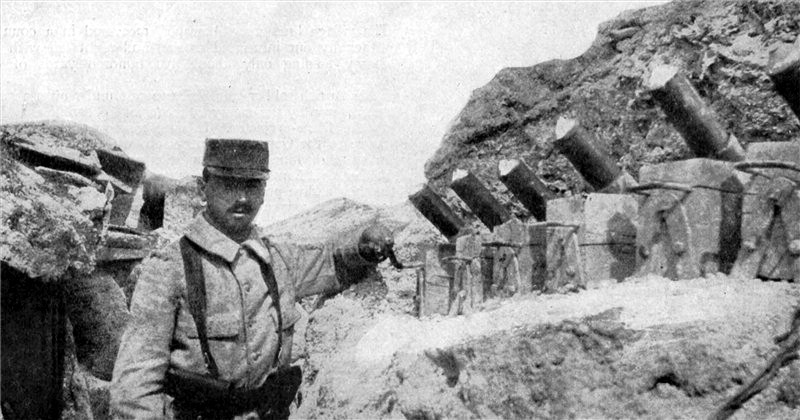
Batterie de cinq lance-bombes Cellerier.

Les lance-bombes sont rarement utilisés seuls, mais plutôt par batterie de cinq ou six voire davantage. L'équipe de pièce est composée de trois hommes : un chef de pièce, un chargeur et un pointeur.

## Le capitaine Cellerier
Le capitaine Cellerier (1870-1936) est polytechnicien. De 1906 à 1908, il appartient à la section technique de l'artillerie. En 1910, il est nommé directeur du Laboratoire national de métrologie et d'essais,.
Il quitte l'Armée juste avant la guerre pour bénéficier du statut de la Réserve spéciale (comme Louis Filloux), car l'Artillerie des années 1901 à 1914 laisse en dehors de l'avancement ses meilleurs officiers inventeurs, lesquels sont encouragés à aller vers l'industrie privée. 
En 1914, il est mobilisé, avec le grade de capitaine, au sein du 2e régiment d'artillerie lourde où sa hiérarchie fait appel à ses compétences pour pallier l'absence d'artillerie de tranchée.
En 1915, il est fait Chevalier de la Légion d'honneur pour la conception du lance-bombe qui porte son nom. Il est cité à l'ordre de l'armée :  

« A fait preuve d'ingéniosité et d'une activité remarquable en imaginant et en construisant, avec des moyens de fortune, un lance-bombe capable de répondre aux Minenwerfer ennemis, rendu par la mise en œuvre de ces matériels des services signalés aux troupes, et contribué, pour une large part, à leur résistance victorieuse. »

## Voir Aussi
: document utilisé comme source pour la rédaction de cet article.